# Follow Me...
Follow Me... es el primer álbum de estudio del cantautor inglés Crispian St. Peters. Fue publicado en agosto de 1966 a través de Decca Records.

## Recepción de la crítica
Steve Leggett de AllMusic declaró: “No hay nada de qué alardear aquí (incluso con el guitarrista Jimmy Page a bordo), pero iba a ser el punto culminante de St. Peters y, en retrospectiva, merece serlo”.

## Relanzamientos
Follow Me... fue publicado por primera vez en CD a través de Repertoire Records en 1991 en Alemania e incluía 6 bonus tracks. En los Estados Unidos, el álbum fue relanzado en 1994 como parte de la serie de lanzamientos A Golden Classics Edition. El 11 de abril de 2007, el álbum fue remasterizado y relanzado en Japón a través de Air Mail Archive como un lanzamiento de edición limitada. Fue publicado en el volumen 38 de la serie de lanzamientos British Legend Collection y contenía 15 bonus tracks.

## Lista de canciones
Todas las canciones escritas y compuestas por Crispian St. Peters, excepto donde esta anotado. 
| Lado uno |                                      |          |  |
| N.º      | Título                               | Duración |  |
| 1.       | «Your Love Has Gone»                 | 3:43     |  |
| 2.       | «Jilly Honey»                        | 2:17     |  |
| 3.       | «When We Meet»                       | 2:19     |  |
| 4.       | «My Little Brown Eyes»               | 2:34     |  |
| 5.       | «It's a Funny Feeling»               | 2:31     |  |
| 6.       | «So Long»                            | 3:38     |  |
| 7.       | «You Were on My Mind» (Sylvia Tyson) | 2:14     |  |

| Lado dos |                                                 |          |  |
| N.º      | Título                                          | Duración |  |
| 1.       | «But She's Untrue»                              | 3:31     |  |
| 2.       | «Goodbye to You»                                | 2:43     |  |
| 3.       | «Willingly»                                     | 1:50     |  |
| 4.       | «Without You»                                   | 3:29     |  |
| 5.       | «That's the Way I Feel»                         | 2:41     |  |
| 6.       | «That Little Chain»                             | 3:08     |  |
| 7.       | «The Pied Piper» (Steve Duboff, Artie Kornfeld) | 2:38     |  |

- Los lados uno y dos fueron combinados como pista 1–14 en la reedición de CD.

| Bonus tracks (1991 Repertoire Records reissue) |                                                        |          |  |
| N.º                                            | Título                                                 | Duración |  |
| 15.                                            | «What I'm Gonna Do» (B-side of «You Were on My Mind»)  | 2:15     |  |
| 16.                                            | «Sweet Dawn My True Love» (B-side of «The Pied Piper») | 2:30     |  |
| 17.                                            | «Changes» (escrita por Phil Ochs) (Non-album Single)   | 2:45     |  |
| 18.                                            | «Almost Persuaded» (Non-album Single)                  | 3:00     |  |
| 19.                                            | «I'm Always Crying» (B-side of «Free Spirit»)          | 3:15     |  |
| 20.                                            | «No Longer Mine» (From Simply, 1970)                   | 2:56     |  |

| Bonus tracks (2007 Air Mail Archive reissue) |                                                          |          |  |
| N.º                                          | Título                                                   | Duración |  |
| 15.                                          | «At This Moment» (Non-album Single)                      | 2:12     |  |
| 16.                                          | «Goodbye, You'll Forget Me» (B-side of «At This Moment») | 2:31     |  |
| 17.                                          | «No No No» (Non-album Single)                            | 2:41     |  |
| 18.                                          | «Three Goodbyes» (B-side of «No No No»)                  | 2:17     |  |
| 19.                                          | «What I'm Gonna Be» (B-side of «You Were on My Mind»)    | 2:21     |  |
| 20.                                          | «Sweet Dawn My True Love» (B-side of «The Pied Piper»)   | 2:34     |  |
| 21.                                          | «Changes» (Non-album Single)                             | 2:45     |  |
| 22.                                          | «Your Ever Changin' Mind» (B-side of «But She's Untrue») | 2:24     |  |
| 23.                                          | «Almost Persuaded» (Non-album Single)                    | 3:04     |  |
| 24.                                          | «You Have Gone» (B-side of «Almost Persuaded»)           | 2:17     |  |
| 25.                                          | «Free Spirit» (Non-album Single)                         | 2:17     |  |
| 26.                                          | «I'm Always Crying» (B-side of «Free Spirit»)            | 3:18     |  |
| 27.                                          | «The Silent Times» (B-side of «That's the Time»)         | 2:46     |  |
| 28.                                          | «Carolina» (Non-album Single)                            | 2:27     |  |
| 29.                                          | «That's Why We Are Through» (B-side of «Carolina»)       | 2:32     |  |